# 村岡勇
村岡 勇（むらおか いさむ、1906年6月1日 - 1993年4月19日）は、日本の英文学者。東北大学名誉教授。

## 略歴
1906年、福島県生まれ。東北帝国大学法文学部英文科を卒業。1962年、学位論文『形而上詩の研究：その奇想を中心として』を東北大学に提出して文学博士号を取得。土居光知の後を継いで教授を勤め、1970年に東北大学を定年退官。

## 研究内容・業績
D・H・ロレンス、T・S・エリオットなどを研究したほか、夏目漱石の『文学論』のノートを調査し編纂した。

## 著作
著書
- 『英詩のすがた  十七世紀英詩のイメイジ』研究社出版 1958
- 『D.H.ロレンス』研究社出版 1960
- 『英文学-詩と自然』英宝社 1974
- 『漱石資料：文学論ノート 夏目漱石』岩波書店 1976
- 『英文学試論集 形而上詩とペナントと漱石』英宝社 1992

共著編
- 『ロレンス 人と作品』土居光知共著 研究社出版 1954
- 『形而上詩の諸問題』編、南雲堂(不死鳥選書別巻）1965

翻訳
- 『トロイラスとクレシダ』シェイクスピア作、岩波文庫 1949
- 『シェイクスピア物語』チャールズ・ラム,メアリ・ラム著、角川文庫 1952
- 『英国よわが英国よ・白い靴下』 D・H・ロレンス著、日高八郎共訳 英宝社 1957
- 『モダン・シンポウジアム・一中国人の手紙』G.L.ディキンスン著、南雲堂 1959

記念論集
- 『英文学試論』村岡勇先生喜寿祝賀事業会 1983